# Хон Мьон Бо
Хон Мьон Бо (кор. 홍명보,Hong Myung-Bo , нар. 12 лютого 1969, Сеул) — південнокорейський футболіст, що грав на позиції захисника. По завершенні ігрової кар'єри — футбольний тренер. З 2013 до липня 2014 року очолював тренерський штаб національної збірної Південної Кореї.
Включений до переліку «125 найкращих футболістів світу» (відомого як «ФІФА 100»), складеного у 2004 році на прохання ФІФА до сторіччя цієї організації легендарним Пеле.

## Клубна кар'єра
Народився 12 лютого 1969 року в Сеулі. Вихованець футбольної школи Korea University.
У професійному футболі дебютував 1992 року виступами за команду клубу «ПОСКО Атомс», в якій провів п'ять сезонів, взявши участь у 110 матчах чемпіонату. Більшість часу, проведеного у складі «ПОСКО Атомс», був основним гравцем захисту команди.
Згодом з 1997 по 2002 рік грав у складі японських клубів «Сьонан Бельмаре» та «Касіва Рейсол», де переважно також був основним гравцем захисту команд.
У 2002 року повернувся на батьківщину, де нетривалий час виступав за клуб «Пхохан Стілерс».
У 2003 році Хон Мьон Бо перейшов до клубу MLS «Лос-Анджелес Гелаксі», за команду якого виступав протягом 2003—2004 років, до завершення професійної ігрової кар'єри.

## Виступи за збірні
1990 року дебютував в офіційних матчах у складі національної збірної Південної Кореї. Протягом кар'єри у національній команді, яка тривала 13 років, провів у формі головної команди країни 136 матчів, що є рекордом для національної збірної Південної Кореї, та забивши у цих матчах 10 голів.
У складі збірної був учасником чемпіонату світу 1990 року в Італії, чемпіонату світу 1994 року у США, кубка Азії з футболу 1996 року в ОАЕ, чемпіонату світу 1998 року у Франції, розіграшу Золотого кубка КОНКАКАФ 2000 року у США, кубка Азії з футболу 2000 року у Лівані, на якому команда здобула бронзові нагороди, розіграшу Кубка конфедерацій 2001 року в Японії і Південній Кореї, чемпіонату світу 2002 року в Японії і Південній Кореї, на якому команда зайняла 4-е місце.
2000 року захищав кольори олімпійської збірної Південної Кореї. У складі цієї команди провів 2 матчі.

## Кар'єра тренера
Розпочав тренерську кар'єру невдовзі по завершенні кар'єри гравця, 2005 року, увійшовши до тренерського штабу збірної Південної Кореї.
Надалі очолював молодіжну збірну Південної Корея (U-20) та молодіжну збірну Південної Кореї (U-23). Очолювана Хоном олімпійська збірна країни на Олімпійських іграх 2012 року у Лондоні здобула бронзові нагороди.
Протягом 2012—2013 років також працював у російському клубі «Анжі», де був помічником головного тренера махачкалінців Гуса Гіддінка.
З 2013 року очолив тренерський штаб збірної Південної Кореї для підготовки та виступу на чемпіонату світу 2014 року. Після невдалого виступу Хон Мьон Бо подав у відставку, яка була прийнята корейською федерацією футболу із формулюванням «за станом здоров'я». У 2015—2017 роках Хон Мьон Бо очолював тренерський штаб китайського клубу «Ханчжоу Грінтаун».
24 грудня 2020 року Хон Мьон Бо очолив південнокорейський клуб «Ульсан Хьонде».

## Досягнення
Гравець
- Бронзовий призер Азійських ігор: 1990
- К Ліга — чемпіон 1992 року.
- Кубок Південної Кореї з футболу — переможець 1996 року
- Переможець Азійського кубку чемпіонів — 1997 рік.
- Чемпіонат світу з футболу 2002 — 4-е місце.
- Бронзовий призер Кубка Азії: 2000

Тренер
- Бронзовий призер Азійських ігор: 2010
- Бронзовий олімпійський призер: 2012